# Philippe Katerine
Ne doit pas être confondu avec Philip Catherine.
Pour les articles homonymes, voir Blanchard.
Philippe Blanchard, dit Philippe Katerine est un auteur-compositeur-interprète, acteur, réalisateur, dessinateur, écrivain et plasticien français, né le 8 décembre 1968 à Thouars (Deux-Sèvres).
Au début de sa carrière, son style est parfois assimilé au mouvement easy listening en proposant une musique aux accents de bossa nova accompagnés de textes souvent morbides ou angoissés et teintés d'humour, le tout parfois entrecoupé de collages audios. Il s'est également tourné vers le rock, flirtant avec la musique électronique sans jamais cesser de s'inscrire dans la chanson française décalée. En 2005, le titre Louxor, j'adore tiré de l'album Robots après tout est un succès populaire qui le fait connaitre du grand public, qui retient le gimmick entêtant : « Et je coupe le son..., et je remets le son ! »
En 2010, il se fait remarquer comme acteur en prêtant ses traits à Boris Vian dans la biographie Gainsbourg, vie héroïque de Joann Sfar. L'année suivante, il est propulsé en tête d'affiche d'une comédie décalée Je suis un no man's land de Thierry Jousse. En 2015, il réitère en jouant un chef d'État dans Gaz de France de Benoît Forgeard.
Parallèlement, il s'impose surtout comme un second rôle décalé de comédies françaises : La Tour de contrôle infernale d'Éric Judor (2016), Hibou de Ramzy Bedia (2016), C'est quoi cette famille ?! de Gabriel Julien-Laferrière (2016), Le Petit Spirou de Nicolas Bary, Le Grand Bain de Gilles Lellouche (2018) ou encore Le monde est à toi de Romain Gavras (2018).
Lors des César 2019, il reçoit le César du meilleur acteur dans un second rôle pour sa prestation dans Le Grand Bain, et, lors des Victoires de la Musique 2020, il est sacré artiste masculin de l'année.
En 2024, il interprète ses titres Nu et Louxor, j'adore lors de la cérémonie d'ouverture des Jeux olympiques d'été. Apparaissant presque nu sur scène, sa prestation a suscité une polémique.

## Biographie

### Jeunesse et formation
Né le 8 décembre 1968 à Thouars,, Philippe Blanchard grandit à Chantonnay en Vendée, dans une famille catholique et traditionnelle. Son père est un commerçant ambulant qui vend des produits pharmaceutiques auprès des éleveurs, sa mère est institutrice dans l'école privée de Chantonnay, son frère et sa sœur sont devenus professeurs de français,.
Atteint d’une malformation cardiaque, il subit une opération à cœur ouvert à l’âge de 8 ans.
Il s'intéresse très tôt aux arts et plus particulièrement à la musique. Jouant en dilettante dans des groupes d'influence anglo-saxonne pendant son adolescence, il pratique également le basket-ball à haut niveau. Il se découvre une passion pour la composition après l'achat d'un magnétophone quatre pistes. Il commence à enregistrer des chansons dans sa chambre tout en exerçant une activité professionnelle. Ses proches l'encouragent à faire connaître son travail. Il suit des études d'arts plastiques à l'université Rennes 2 dans le milieu des années 1980 après avoir obtenu son baccalauréat. Pour gagner sa vie, il est projectionniste de cinéma rural itinérant, présentateur du journal à la radio locale de Chantonnay, ouvrier chez Citroën à Rennes puis à l’abattoir de Saint-Fulgent, professeur de gymnastique dans un lycée agricole,.

### Succès comme auteur-compositeur-chanteur (années 1990)

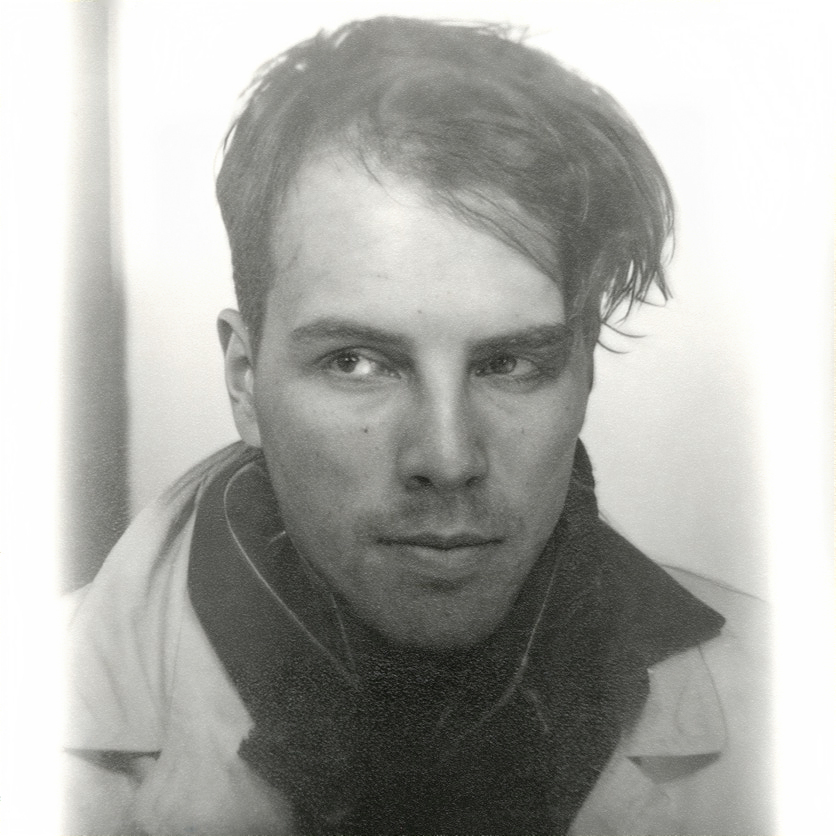
Photo d'identité lors de son inscription à la Sacem en 1990.

En novembre 1991, Philippe Katerine entame sa carrière. Il choisit comme nom de scène « Katerine », en hommage à Catherine Deneuve et à une cousine qui se prénomme Catherine. En 1992, il sort Les Mariages chinois, un premier album réédité avec un titre supplémentaire, sous le titre Les Mariages chinois et la Relecture. Angoissé et très peu sûr de son travail, Katerine compose et enregistre presque tout, seul chez lui.
En 1994, il sort l'album L'Éducation anglaise sur lequel sa sœur (sous le pseudonyme de Bruno) et sa compagne Anne assurent le chant. Il commence à être reconnu, hors du circuit commercial.
En 1995, il travaille sur son troisième album et connaît une évolution importante durant un an. Il s'ouvre à d'autres musiciens et chante lui-même ses textes. L'album Mes mauvaises fréquentations sort en 1996 et prend une dimension plus importante grâce à une orchestration plus riche et plusieurs voix. L'album, qui est très bien accueilli par le public et la critique, est suivi d'une tournée. Il travaille cette année-là aussi sur l'album de Mercedes Audras qui sortira en 1996 et dont il est, pour la première fois, réalisateur.
En 1997, il compose un album pour deux chanteuses anglo-japonaises, les Sœurs Winchester et participe également à un disque où il rencontre les musiciens de jazz du groupe The Recyclers, avec lequel il travaillera par la suite. Il compose en parallèle L'Homme à trois mains et Les Créatures. Le premier est interprété et enregistré comme à son habitude, seul chez lui avec des moyens dérisoires, alors que le second l'est avec les Recyclers, dans des conditions plus « conventionnelles ». Les deux albums sont édités ensemble et marquent un réel tournant dans la carrière de Philippe Katerine.
Il joue alors le jeu des médias et de la promotion, et le titre Je vous emmerde est diffusé à la radio. The Recyclers, qui viennent d'un univers différent, le fascinent par leur manière de travailler et leur rapport à l'improvisation. Katerine estime que cette collaboration lui a permis de développer de nouvelles manières de créer, et d'intégrer l'improvisation dans sa méthode de travail.
En 1999, il compose Une histoire d'amour pour Anna Karina. S'ensuit une tournée triomphale avec son actrice préférée, tournée pendant laquelle une soirée hommage à Anna Karina est notamment organisée par la Cinémathèque de Vendée à La Roche-sur-Yon, en présence de la comédienne. Les deux artistes livrent alors un mini-concert avant de visionner avec le public les films Pierrot le fou de Jean-Luc Godard et Vivre ensemble d'Anna Karina. Il assouvit sa passion pour le cinéma en participant à plusieurs films.

### Producteur de musique et passage au cinéma (années 2000)
En 2000, Philippe Katherine joue dans un court métrage de Thierry Jousse, Nom de code : Sacha. À la même époque, il écrit le titre Ma Rencontre pour l'album The Sssound of Mmmusic de Bertrand Burgalat et, en 2001, il compose la musique d'Azul, le nouvel album de sa compagne Helena.
En 2002, il retourne en studio avec Recyclers et enregistre 8e ciel. Il affirme se sentir plus libre et libéré d'un poids. Dans le même temps, il apparaît dans le film La Vérité sur Charlie de Jonathan Demme et compose la musique de Un homme, un vrai, un film des frères Larrieu.
En tournée en 2003, il se lance dans la réalisation d'un court métrage Un kilomètre à Pied et d'un long métrage Peau de cochon sorti en avril 2005 chez Malavida Films. Présenté comme autobiographique, le film relate des instantanés de sa vie, surtout de son enfance, et affiche son excentricité en montrant sa collection d'excréments. 
En 2005, il a un second rôle dans Peindre ou faire l'amour des frères Larrieu et dans Les Invisibles de Thierry Jousse. La même année, il est sollicité par le groupe londonien de hip-hop électro The Herbaliser et écrit le texte Serge, un hommage à Serge Gainsbourg, qui figure sur l'album Take London.

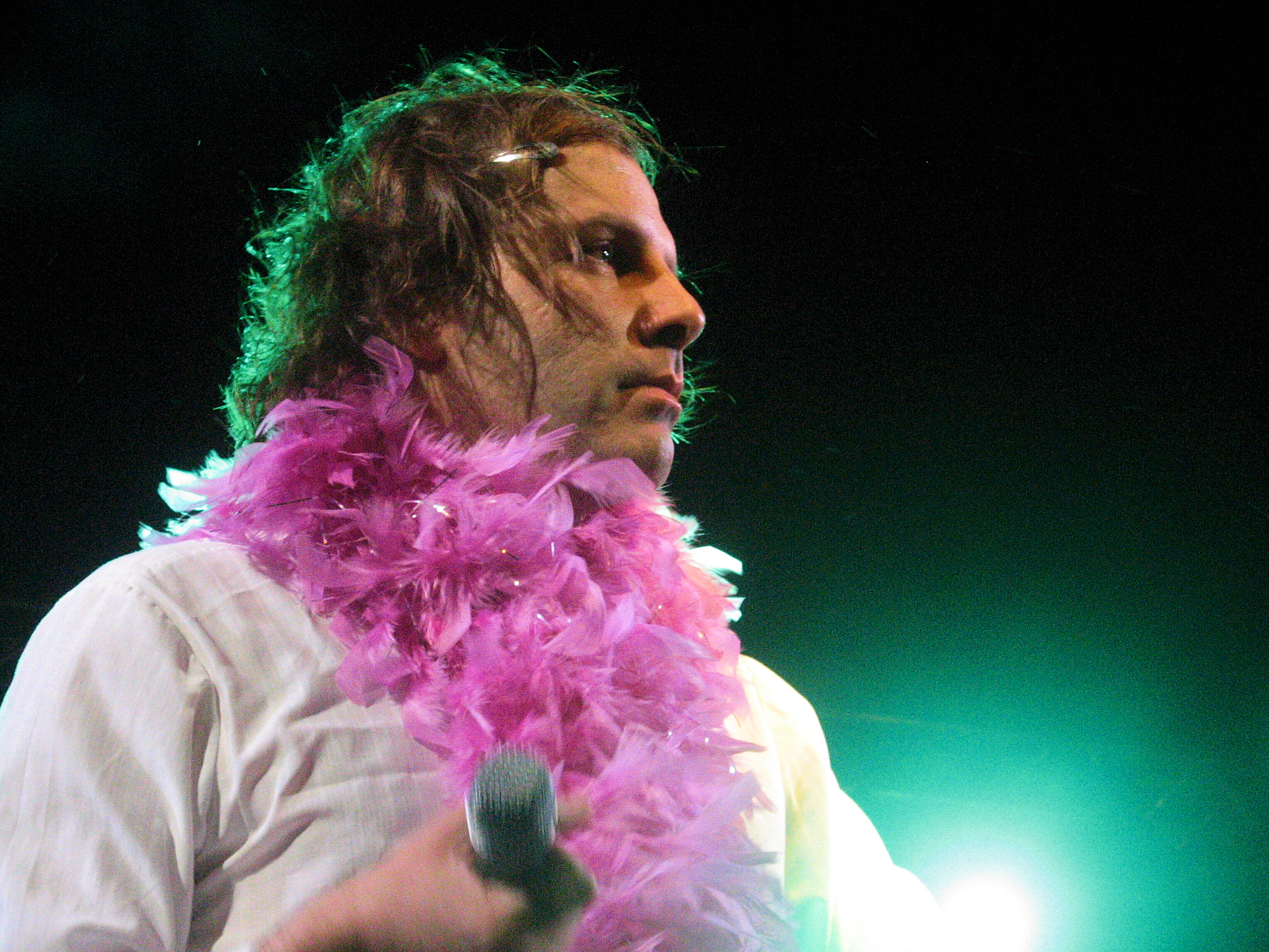
Philippe Katerine à la fête de la musique en 2006.

Son album Robots après tout, popularisé par le tube Louxor, j'adore (clin d'œil à la boîte de nuit du même nom basée à Clisson), est composé par Katerine et mis en forme avec l'aide de Chilly Gonzales et Renaud Letang. Le style est cette fois-ci tourné vers les musiques électroniques. Le titre fait d'ailleurs référence à Human After All de Daft Punk. Cet album lui permet d'élargir son public au-delà du cercle de ses habitués et d'être nommé aux Victoires de la musique 2006 (dans la catégorie album révélation de l'année). La sortie de cet album est accompagnée d'une tournée pour laquelle Katerine fait appel à une bonne partie du « meilleur groupe du monde » selon lui, The Little Rabbits, rebaptisés « La secte humaine » pour l'occasion. On retrouve donc Federico Pellegrini à la guitare (remplacé par la suite par le vieux complice de Katerine : Philippe Eveno), Gaëtan Chataigner à la basse, Éric Pifeteau à la batterie et Stéphane Louvain à la guitare. Parallèlement, il monte un spectacle chorégraphié par Mathilde Monnier autour de ce disque. Cette création de danse contemporaine est présentée à Montpellier, à Alès, au Cratère (scène nationale) et à Paris, au Centre Pompidou, en juillet 2006.
Le 30 octobre 2006, à la suite d'un concert donné à l'Olympia, il se voit remettre par sa maison de disques un disque d'or pour son album Robots après tout. Cette année-là, il compose aussi les titres Le lycée et La Tortue pour Christophe Willem, le gagnant de la Nouvelle Star.
En septembre 2007, il accepte d'être le parrain de l'opération CQFD, organisée par l'hebdomadaire Les Inrockuptibles et destinée à découvrir de jeunes talents musicaux sur Internet. Il participe au film de Thierry Jousse, Je suis un no man's land, dont il signe trois chansons et dont la bande originale est signée Pierre Daven-Keller. Il est également à l'affiche du nouveau long métrage de Philippe Ramos, Capitaine Achab.
En 2007, l'orchestre du saxophoniste Alban Darche, le Gros Cube, sort le disque Le Pax, sur le label nantais Yolk Records. Il s'agit d'un album de reprises de chansons ré-orchestrées de Katerine, auquel il participe. En novembre de la même année, il publie son premier livre Doublez votre mémoire (Denoël), qualifié de "journal graphique". Il sort également son premier DVD live (Borderlive), accompagné de Studiolive, interprétation en groupe de son disque Robots après tout enregistrée en un jour en studio et sans public. Ayant épousé le président du Groland, il incarne la présidente du quatrième festival du film grolandais de Quend-Plage-les-pins du 19 au 21 septembre 2008.
En 2009, il chante Le Grand Sommeil en duo avec Étienne Daho, lors du Prix Constantin 2009, puis en version single, extraite de l’album Daho Pleyel Paris.

### Acteur consacré (années 2010)
Durant l'année 2010, il publie chaque semaine une reprise d'une chanson française sur le site Katerine, Francis et ses peintres avec François Ripoche. L'ensemble des reprises donne lieu à l'album 52 reprises dans l'espace édité en 2011.

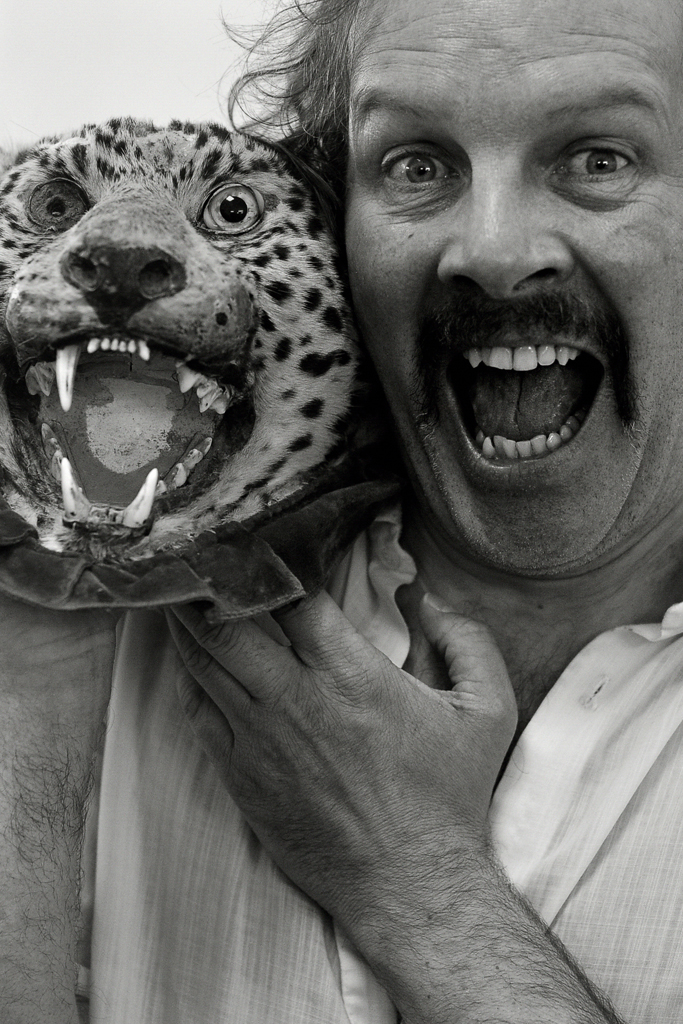
Philippe Katerine. 2013.

En 2012, il expose ses œuvres à la galerie des Galeries Lafayette, boulevard Haussmann à Paris. L'exposition intitulée Comme un ananas rassemble aussi des dessins de personnalités politiques de droite (Jean-François Copé, Jean Sarkozy, Rachida Dati, Nicolas Sarkozy, Brice Hortefeux, etc.), des aquarelles sur les rues du 16e arrondissement de Paris et une sculpture.
En août 2015, il anime l'émission La langue à l'oreille le samedi à 9h10 sur France Inter, faite « de bric et de broc, comme un inventaire à la Prévert ».
En 2016, il participe à la web série Les Recettes pompettes animée par Monsieur Poulpe.
En 2016, à la suite de la sortie de son album Le Film, il part en tournée à travers la France pendant toute l'année 2017 avec notamment une date à l'Olympia. Il est accompagné pour cette tournée de la pianiste Dana Ciocarlie. Leur collaboration donnera naissance à un album à tirage limité, Florilège, à l'occasion du Disquaire Day 2018.
En novembre 2017, il est invité par Jimmy Fallon dans l'émission américaine The Tonight Show Starring Jimmy Fallon pour chanter son titre Moustache.
Le 20 décembre 2017, il s'essaie au rap dans l'émission Planète Rap sur Skyrock consacrée à l'album Flip de Lomepal, participant notamment à un freestyle aux côtés de Lomepal, Alkpote, L'Affreux Jojo, Kéroué et Tonio MC.
En 2018, il enregistre avec le rappeur MC Circulaire le titre 85 Rouge et Noir en soutien au club de football vendéen Les Herbiers à la suite de sa qualification en demi-finale de la Coupe de France de football 2017-2018.
En janvier 2019, il participe une nouvelle fois à l'émission Planète Rap sur Skyrock, toujours aux côtés de Lomepal et Alkpote, à l'occasion de la sortie de Jeannine, deuxième album du premier. Il est d'ailleurs en featuring sur la chanson Cinq doigts. Il reçoit le César du meilleur acteur dans un second rôle, pour le rôle de Thierry dans Le Grand Bain de Gilles Lellouche.
Le 24 mai 2019 sort le morceau et le clip Amour, d'Alkpote avec Philippe Katerine en featuring. Le 26 juin 2019 sort le film de Benoît Forgeard, Yves, dans lequel Philippe Katerine interprète Dimitri.
Le 8 novembre 2019, Philippe Katerine sort son nouvel album, Confessions. Ce nouveau disque présente plusieurs nouveaux titres de l'artiste et regroupe une grande variété de collaborations dont Lomepal, Gérard Depardieu, Angèle, Chilly Gonzales, Oxmo Puccino et Dominique A..

### Années 2020

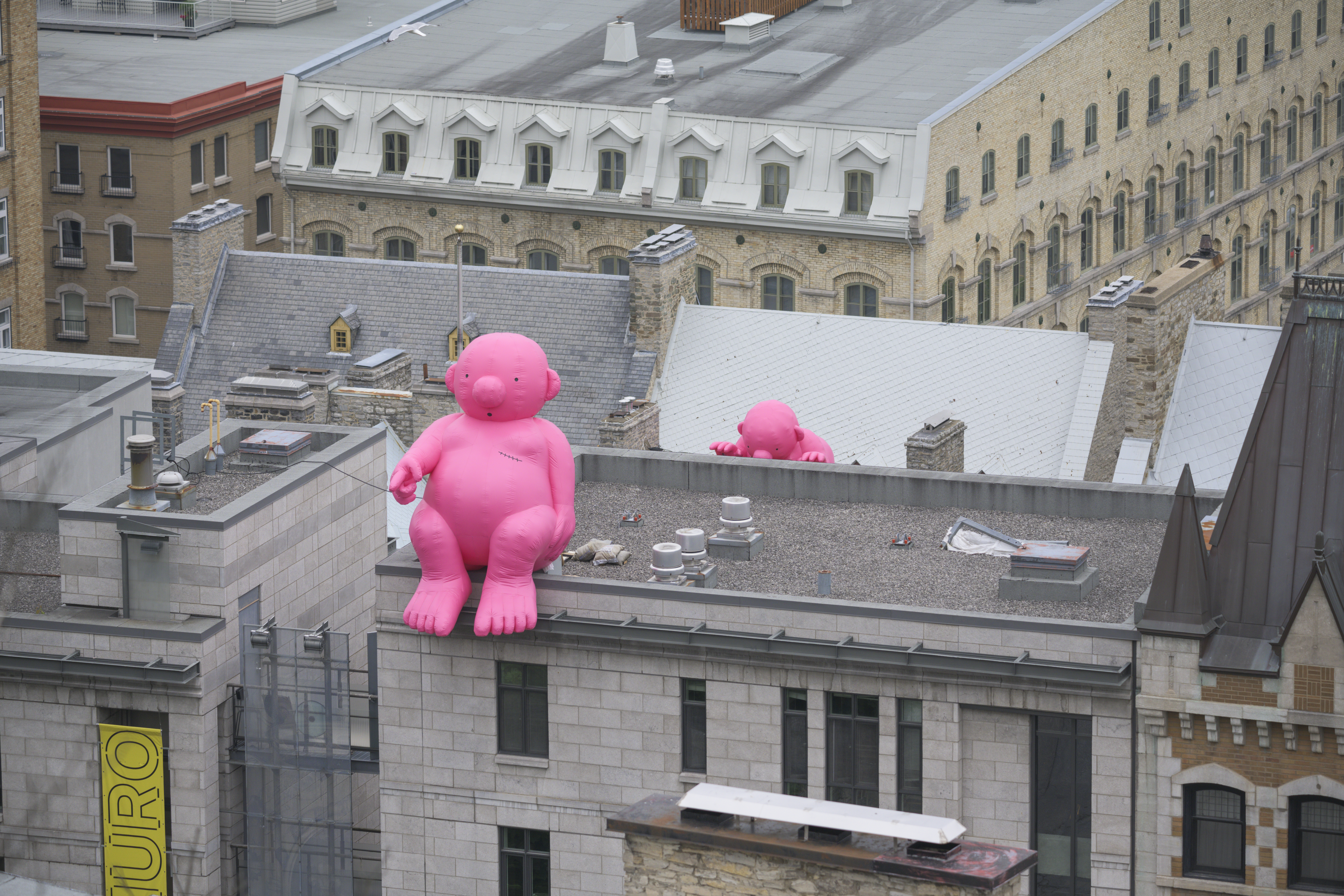
Monsieur Rose, mascotte du mouvement le « mignonisme » placé dans le Vieux-Québec.

En janvier 2020, il remporte le trophée de meilleur artiste masculin aux Victoires de la musique. En plein confinement, il crée un courant artistique, le « mignonisme », dont il est le seul et unique représentant, qui fait l'objet d'un livre et d'une exposition.
En décembre, il participe, au Théâtre Auditorium de Poitiers, avec d'autres artistes comme Juliette Armanet ou Malik Djoudi, à un concert organisé par Barbara Carlotti en hommage à Christophe, mort en avril. La captation du concert est diffusée sur Arte début 2021.
Il participe en avril 2022, au Printemps de Bourges, à la « Fucking Night » de Brigitte Fontaine, dont il est un grand admirateur : il a repris avec The Recyclers sa Vache enragée (titre de 1966) en 1997, écrit J'ai 30 ans sur l'album Les Créatures en 1999 en hommage à J'ai 26 ans de l'album Comme à la radio sorti en 1969, chanté avec elle Partir ou rester sur Prohibition en 2009.
Il expose des sculptures de personnages au style enfantin à Paris et Clichy en 2023.
En 2024, il participe à la cérémonie d'ouverture des Jeux olympiques de Paris. Interprétant la chanson Nu vêtu d'un simple slip et couvert de maquillage bleu, le chanteur provoque la gêne de quelques spectateurs, certains la jugeant osée, d'autres confondant la scène du festin des dieux de l'Olympe avec la représentation du dernier repas du Christ. Des diffuseurs, comme NBC aux États-Unis, préfèrent remplacer le tableau par des images de l'équipe olympique nationale ou des spots de publicité.
Toujours en 2024, il fait une entrée en tant que nouveau chroniqueur hebdomadaire sur France Inter. Lors de sa première intervention dans la matinale, il se présente entièrement nu pour chanter sa chanson Nu, expliquant qu'il ne peut l’interpréter autrement. Devant des animateurs surpris, il en profite pour revenir sur les polémiques suscitées par sa prestation lors de la cérémonie d'ouverture des Jeux olympiques de Paris 2024.
Le 8 novembre 2024, cinq ans après son dernier album, sort un nouvel album Zouzou comprenant Nu et Joyeux anniversaire. Cet album est annonciateur de sa tournée Zouzou Tour, qui démarre en d'avril 2025.
En mai 2025, il publie Mes dessins mignonistes, livre qui contient ses dessins à la fois tendres et caustiques.

### Vie privée
Philippe Katerine est le père d'une fille, Édie, née en 1993, avec laquelle il chante en duo sur le titre À toi. Il a été marié avec Helena Noguerra, de 1999 à 2008, et a partagé la vie de l'actrice et chanteuse Jeanne Balibar.
Depuis 2010, il vit avec l'actrice Julie Depardieu rencontrée sur le tournage du film Je suis un no man's land. Ils ont deux enfants, Billy né le 16 juin 2011 et Alfred né le 8 août 2012.

### Décoration
- Officier de l'ordre des Arts et des Lettres (2016)[40]

## Prise de position
En mars 2023, il cosigne avec 300 artistes la tribune soutenant le mouvement d'opposition au projet de réforme des retraites, s'adressant au chef de l’État pour demander le retrait immédiat du projet, considéré « injuste, inefficace, touchant plus durement les plus précaires et les femmes », en plus d'être rejeté « par l'immense majorité de la population, et même minoritaire à l'Assemblée nationale,. »

## Discographie

### Albums
- 1991 : Les Mariages chinois
- 1993 : Les Mariages chinois et la Relecture
- 1994 : L'Éducation anglaise
- 1996 : Mes mauvaises fréquentations
- 1997 : Les sœurs Winchester
- 1999 : Les Créatures
- 1999 : L'Homme à trois mains
- 2002 : 8e ciel
- 2005 : Robots après tout
- 2007 : Studio Live
- 2007 : Borderline Session  (iTunes Live Session)
- 2010 : Philippe Katerine
- 2011 : 52 reprises dans l'espace
- 2014 : Magnum
- 2016 : Le Film
- 2018 : Florilège
- 2019 : Confessions
- 2024 : Zouzou

### Participations à des compilations
- 1991 : Heol Daou
- 1991 : Contresens
- 1992 : Teeny Poppers
- 1993 : Rosebud : The Great Collection volume 2
- 1993 : L'Équipe à Jojo
- 1993 : Six Parties de plaisir
- 1994 : Un été Rosebud
- 1994 : The Onion Most Dangerous Game
- 1996 : Les groupes Nantais jouent acoustique
- 1996 : Rosebud présente
- 1997 : Athlètes et Psychologues
- 1997 : U.F.O.logy
- 1998 : Comme un seul Homme duo avec Autour de Lucie sur Si nous étions des amants
- 1998 : Tribute to the Little Rabbits
- 1999 : Au cœur de Tricatel
- 1999 : Allô La France ?
- 2000 : Atomium 3003
- 2000 : Noël ensemble
- 2001 : BO du film Laissons Lucie faire ! d'Emmanuel Mouret
- 2001 : Lucien Forever : A Tribute To Serge Gainsbourg
- 2002 : BO du film Nom de code : Sacha de Thierry Jousse
- 2003 : BO du film Un homme, un vrai des frères Larrieu
- 2003 : Le Pop
- 2003 : Avec Léo !, compilation hommage à Léo Ferré, reprise de L'Été 68
- 2008 : Le titre Louxor, j'adore fait partie de la BO du film Paris de Cédric Klapisch
- 2009 : On n'est pas là pour se faire engueuler !, album hommage à Boris Vian. Reprise de Je bois
- 2017 : Y'a d'la rumba dans l'air sur l'album hommage à Alain Souchon, Souchon dans l'air
- 2018 : Jamais content sur l'album hommage à Alain Souchon, Souchon dans l'air, vol. 2

### Collaborations
- 1991 : Dans les faux puits rouges et gris (The Little Rabbits)
- 1994 : Elliott
- 1996 : Kahimi Karie (Kahimi Karie)
- 1996 : Theme Park
- 1996 : Mercedes Audras de (Mercedes Audras)
- 1997 : Morceaux choisis (The Recyclers), voix sur La Vache enragée, Je t'ai toujours aimé et Jouer du bugle
- 1997 : Larme de crocodile (Kahimi Karie)
- 1997 : Les Sœurs Winchester, producteur, paroles et musiques sur presque tous les titres
- 1998 : Yeah! and Remixed By (The Little Rabbits)
- 1998 : Sniff
- 1998 : k.k.k.k.k. (Kahimi Karie)
- 1999 : Sommets trompeurs
- 1999 : Projet : bikini (Helena Noguerra)
- 2000 : Une histoire d'amour (album d'Anna Karina) (Anna Karina)
- 2000 : Vingt à trente mille jours (Françoiz Breut), auteur du titre L'Origine du Monde
- 2000 : The Sssound of mmmusic (Bertrand Burgalat), auteur du titre Ma Rencontre
- 2001 : Azul (Helena Noguerra)
- 2001 : Bertrand Burgalat meets A.S. Dragon, auteur du titre Ma rencontre
- 2001 : Hôtel Bocchi de Julien Ribot
- 2003 : Trapéziste (Kahimi Karie)
- 2003 : L'Héroïne au bain (Olivier Libaux)
- 2003 : Fantômes (Joakim)
- 2004 : Née dans la nature (Helena Noguerra)
- 2005 : Take London (The Herbaliser) sur le titre Serge, en hommage à Serge Gainsbourg
- 2007 : Poulet N 728120 (Vincent Delerm à la cigale)
- 2007 : Imbécile (Olivier Libaux)
- 2007 : Papa est mort ! (Les Vedettes)
- 2007 : La Pointe rouge (Jean Guidoni), auteur du titre Un arbre en Normandie
- 2007 : Party de plaisir (Teki Latex) sur le titre Petite Fille qui ne voulait pas grandir
- 2007 : Inventaire (Christophe Willem), auteur des titres Le Lycée et La Tortue
- 2007 : Fraise vanille (Helena Noguerra) sur le titre La Bécasse
- 2007 : Le Pax (Alban Darche), album de reprises jazz de Katerine
- 2007 : Rio Baril (Florent Marchet), sur le titre Les Cachets
- 2008 : La Paloma (Francis & ses peintres), sur les titres Capri c'est fini, L'Idole des jeunes et Le Douanier Rousseau
- 2009 : Glamour à mort (Arielle Dombasle), paroles et musiques de l'album.
- 2009 : Daho Pleyel Paris (Étienne Daho), en duo sur le titre Le Grand Sommeil
- 2009 : Prohibition (Brigitte Fontaine), sur le titre Partir ou rester
- 2010 : Le Vilain Petit Canard, conte musical, (Anna Karina, Philippe Katerine, Arielle Dombasle, JP Nataf, Jeanne Cherhal et Philippe Eveno), dans le rôle du petit canard
- 2011 : Bichon (Julien Doré), sur le titre  Homosexuel
- 2011 : Oh la la ! (Oh la la !), sur le titre Un poing, c'est tout
- 2011 : Première Phalange (Luce), sur plusieurs titres
- 2013 : Get Happy (Pink Martini), chante en duo sur le titre Je ne t'aime plus
- 2013 : Thaï Na Na en feat. avec Helmut Fritz sur son album Décalage immédiat, reprise de la chanson de Kazero
- 2016 : Contrôle ta samba (Séverin (musicien)), en duo sur son album Ça ira tu verras
- 2016 : Au pire, un bien (Gilles Coronado), sur le titre Au pire, un bien
- 2017 : Dieu et les amants (Blondie Brownie)
- 2018 : Jeannine (Lomepal), sur le titre Cinq Doigts
- 2018 : Qu'est ce que t'es beau (Clara Luciani)
- 2019 : Amour en feat. avec Alkpote
- 2019 : Danser entre hommes en trio avec Doriand et Mika sur l'album Portraits de Doriand
- 2019 : Ici titre co-écrit avec Doriand sur l'album Portraits
- 2020 : Push me sur l'album Perspective & Avatars de Laura Perrudin
- 2021 : "PARANO" avec SEIN
- 2022 : C'est dur en duo avec Miel de Montagne sur l'album Tout autour de nous
- 2022 : Kirk en feat avec Nusky & Vaati sur l'album Nusky, Vaati and Friends

### Singles ou maxis
- 1992 : Les Leçons particulières
- 1993 : Comme Jeannie Longo
- 1993 : L'Équipe à Jojo : 4 Chansons de Joe Dassin
- 1994 : Un après-midi à Paris
- 1996 : Mon cœur balance
- 1996 : Katerine
- 1996 : Parlez-vous anglais Mr Katerine ?
- 1996 : Blow up 1000 series
- 1998 : L'Amour
- 1999 : Jésus-Christ mon amour
- 1999 : Je vous emmerde
- 2000 : Qu'est-ce que je peux faire
- 2003 : Des étoiles
- 2003 : Mort à la poésie
- 2004 : Euro 04 (offert avec un hors-série So Foot/Les Inrocks)
- 2004 : 1 rue Jacquemont (chansonpoche)
- 2006 : Louxor, j'adore
- 2006 : 100 % V.I.P
- 2007 : Manque-moi moins (duo avec Dominique A, paru en novembre sur une compile des Inrocks)
- 2009 : Le Grand Sommeil (duo avec Étienne Daho, paru en single et sur le live Daho Pleyel Paris)
- 2010 : La Banane
- 2013 : Sexy Cool
- 2013 : Efféminé
- 2014 : Patouseul
- 2018 : 85 rouge et noir avec MC Circulaire
- 2024 : Nu (à l'occasion de la cérémonie d'ouverture des Jeux olympiques d'été de 2024)

### Remixes
- 1996 : Mon cœur balance par Bertrand Burgalat
- 1999 : Katerine remixes

## Filmographie

### Acteur

#### Longs métrages
- 2002 : La Vérité sur Charlie (The Truth About Charlie) de Jonathan Demme : un fan de Karina
- 2003 : Chris Dangoisse d'Olivier Babinet et Bertrand Mandico : Rave Party
- 2003 : Un homme, un vrai d'Arnaud et Jean-Marie Larrieu
- 2005 : Peau de cochon de Philippe Katerine
- 2005 : Les Invisibles de Thierry Jousse : l'ingénieur du son
- 2005 : Peindre ou faire l'amour d'Arnaud et Jean-Marie Larrieu : Mathieu
- 2008 : Capitaine Achab de Philippe Ramos : Henry
- 2008 : Louise-Michel de Benoît Delépine et Gustave Kervern : le chanteur de cabaret
- 2008 : Le Voyage aux Pyrénées d'Arnaud et Jean-Marie Larrieu : un des frères
- 2009 : Les Regrets de Cédric Kahn : Franck
- 2010 : Gainsbourg (vie héroïque) de Joann Sfar : Boris Vian
- 2011 : Je suis un no man's land de Thierry Jousse : Philippe
- 2013 : Opium d'Arielle Dombasle : Nijinsky
- 2015 : Gaz de France de Benoît Forgeard : Jean-Michel Gambier
- 2016 : La Tour de contrôle infernale d'Éric Judor : le colonel Janounion
- 2016 : C'est quoi cette famille ?! de Gabriel Julien-Laferrière : Claude
- 2016 : Hibou de Ramzy Bedia : Francis Banane
- 2017 : Un beau soleil intérieur de Claire Denis : Mathieu
- 2017 : Le Petit Spirou de Nicolas Bary : Langélusse
- 2018 : Le Grand Bain de Gilles Lellouche : Thierry
- 2018 : Le monde est à toi de Romain Gavras : Vincent
- 2018 : Le Poulain de Mathieu Sapin : Daniel Juval-Thibault
- 2019 : Yves de Benoît Forgeard : Dimitri
- 2019 : C'est quoi cette mamie ?! de Gabriel Julien-Laferrière : Claude
- 2019 : Merveilles à Montfermeil de Jeanne Balibar : le prêfet Franceschini
- 2019 : Notre dame de Valérie Donzelli : Martin Guénaud
- 2020 : Le Lion de Ludovic Colbeau-Justin : Romain Martin
- 2021 : La Pièce rapportée d'Antonin Peretjatko : Paul Château-Têtard
- 2021 : Le Dernier Voyage de Romain Quirot : L'animateur radio
- 2021 : C'est quoi ce papy ?! de Gabriel Julien-Laferrière : Claude
- 2021 : Le Test d'Emmanuel Poulain-Arnaud : Laurent
- 2022 : Petite Solange d'Axelle Ropert : Antoine Maserati
- 2023 : Astérix et Obélix : L'Empire du Milieu de Guillaume Canet : Assurancetourix
- 2023 : Un homme heureux  de Tristan Séguéla : Francis
- 2023 : La Plus Belle pour aller danser de Victoria Bedos : Vincent Bison
- 2023 : Voyages en Italie de Sophie Letourneur : Jean-Philippe
- 2023 : Voleuses de Mélanie Laurent : Abner
- 2024 : Ma vie, ma gueule de Sophie Fillières : lui-même
- 2024 : Angelo dans la forêt mystérieuse d'Alexis Ducord et Vincent Paronnaud : Fabrice l'écureuil
- 2025 : L'Incroyable Femme des neiges de Sébastien Betbeder : Basile
- 2025 : Banger de So Me : Cookie
- 2025 : L'Aventura de Sophie Letourneur : Jean-Philippe
- 2025 : Comme des riches d'Amin Harfouch : Claude
- 2025 : Les Schtroumpfs, le film de Chris Miller : Schtroumpf coquet

#### Courts métrages
- 2000 : Une histoire de K de Nicolas Ruffault : Philippe
- 2001 : Nom de code : Sacha moyen métrage de Thierry Jousse : lui-même
- 2001 : There and Back Again Lane de Mikhael Hers
- 2003 : C'était le chien d'Eddy moyen métrage d'Olivier Babinet et Bertrand Mandico
- 2003 : Julia et les hommes de Thierry Jousse : un homme
- 2003 : 1 km à pied de Philippe Katerine

#### Série télévisée
- 2018 : Mike (série OCS) : lui-même

#### Doublage
- 2015 : Avril et le Monde truqué : Darwin Franklin (création de voix)
- 2020 : De l'autre côté du ciel : Poupelle
- 2025 : Les Schtroumpfs, le film : le Schtroumpf coquet[n 1]

### Réalisateur
- 2004 : 1 km à pied (court métrage)
- 2005 : Peau de cochon

### Compositeur
- 2000 : Une histoire de K de Nicolas Ruffault
- 2001 : Nom de code : Sacha de Thierry Jousse
- 2003 : Un homme, un vrai de Arnaud Larrieu et Jean-Marie Larrieu
- 2005 : Peindre ou faire l'amour de Arnaud Larrieu et Jean-Marie Larrieu
- 2008 : Victoria de Anna Karina
- 2014 : Quand j'avais 6 ans, j'ai tué un dragon de Bruno Romy

- 2024 : Ma vie, ma gueule de Sophie Fillières

### Parolier
- 2003 : Un homme, un vrai de Arnaud Larrieu et Jean-Marie Larrieu
- 2011 : Je suis un no man's land de Thierry Jousse[43]

## Publications
- 2007 : Doublez votre mémoire, journal graphique, Denoël
- 2012 : Comme un ananas, Denoël, coll. « X-TREME »  (ISBN 978-2207112984)
- 2017 : Ce que je sais de la mort, ce que je sais de l'amour, Hélium, 208 p.
- 2025 : Mes dessins mignionistes, recueil de dessins, Paris, Hélium  (ISBN 978-2-330-20756-4)[44]

### Littérature jeunesse
Livre et disque pour enfants de Julien Baer, illustré par Philippe Katerine, Actes Sud Junior :
- 2013 : Milanimo
- 2014 : Le loup est un loup pour l'homme
- 2015 : La Vérité sur les tapirs

## Expositions
- 2012 : « Comme un ananas », galerie des Galeries Lafayette à Paris, du 4 avril au 2 juin.
- 2025 : Présentation au centre-ville de Montréal d'une série de sculptures dont l’inspiration est puisée dans le mouvement artistique qu’il a lui-même créé, le « mignonisme »[45].

## Reconnaissance

### Prix
- Globes de Cristal 2007 : Meilleur acteur de comédie
- Grand prix Topor 2018, remis au Théâtre du Rond-Point par Sophie Perez[46]
- César 2019 : César du meilleur acteur dans un second rôle pour Le Grand Bain
- Prix Patrick-Dewaere 2019
- Victoires de la musique 2020 : Artiste masculin

### Hommage
À l'été 2016, un collectif né sous l'impulsion de Thomas Delavergne propose au conseil municipal de Thouars de nommer un giratoire « Philippe Katerine » en son honneur,.